# Benjamin Henry Sheares
Benjamin Henry Sheares (Singapore, 12 agosto 1907 – Singapore, 12 maggio 1981) è stato un politico singaporiano.
È stato il secondo Presidente di Singapore, in carica dal gennaio 1971 al maggio 1981.